# MC企画
株式会社MC企画（エムシーきかく）は、大阪市北区にある芸能事務所。設立は1977年。関西俳優協議会・関西芸能マネージャー協議会・日本芸能マネージメント事業者協会会員。

## 概要
関西を拠点にフリーおよび契約アナウンサーとして活動していた勝部武久が1974年に設立した『CHK 中央放送研究会』のマネージメント会社として、1977年に設立。
近畿地区を拠点に活躍するフリーアナウンサーやラジオパーソナリティ、俳優らが在籍しているほか、放送局に人材を派遣している。また、コミュニティ放送「千里ニュータウンFM放送（FM千里）」を同名の子会社により運営している。「キャストプラン」や「日本ペットモデル協会」も運営している。
1994年（平成6年）3月より俳優部門をスタートと称していたことがある。

## 主な所属タレント

### アクター部門
- 葦笛るか
- 麻生えりか
- いちえ
- 大竹修造
- 奥井隆一
- 加田智志
- 桂勢朝
- 草川祐馬
- 楠年明
- 紅萬子
- 三枝雄子
- 流石矢一
- 角真也
- TABOW
- 露のききょう
- 南条好輝
- 三島ゆり子
- 矢口恭平
- 雪代敬子

### タレント部門
- 宇野ひろみ
- 大西哲史
- 熊本麻美
- 佐藤俊作
- 紫峰七海
- 高岡美樹
- 田中あつ子
- 玉田玉秀斎
- 露の団姫
- 長代聡之介
- 日ノ西賢一
- 豊来家大治朗
- 松尾明子
- 三嶋真路
- 村田千弥
- 山下和也

### 文化人
- 谷口英明

## 以前に所属していた主なタレント・アナウンサー
- 芝本正
- 塚本加成子
- 福田まゆみ
- 秋吉英美
- 大西結花
- 別府あゆみ
- 石田佳世（高知放送への派遣を経て正式に移籍。その後ラジオ局ディレクターに異動）
- 妹尾和夫
- 立原啓裕
- 義山望（在籍時は四国放送に派遣。2005年TVQ九州放送に移籍）
- 早瀬久美
- 露の五郎兵衛（二代目 在籍時に死去）
- 田畑猛雄
- 塩田えみ
- 旭堂南陵
- 竹岡良子（在籍中に死去）
- 西園寺章雄